# Kõlleste
Kõlleste (em estoniano:  Kõlleste vald) é um município rural estoniano localizado na região de Põlvamaa.